# هابسبورغ

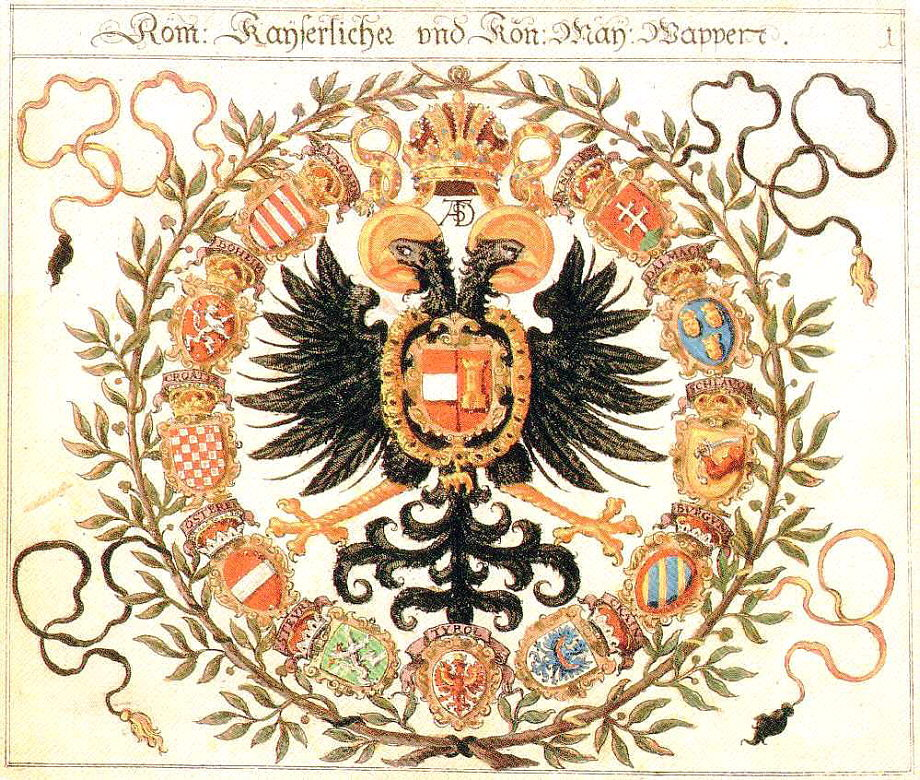
شعار النبالة لإمبراطورية هابسبرج ويعكس تنوع الأراضي الخاضعة لحكمهم

آلُ هَابِسْبُرْج أو هَابِسْبُرْك أو هَابِسْبُوك (بالألمانية:  [هَوْسْ هَاپْسْبُوكْ]) أحد أهم العائلات المالكة في أوربا من أصل ألماني وتشتهر كونها مصدر الأباطرة المنتخبين رسمياً لحكم الإمبراطورية الرومانية المقدسة بين 1438 و1740، وكذلك حكام الإمبراطوريات النمساوية والأسبانية وكذلك النمساوية المجرية والعديد من البلدان الأخرى. يعود أصل آل هابسبرج إلى سويسرا، لكن الدولة أول ما حكمت النمسا ومدة تجاوزت ستة قرون. جلبت سلسلة من الزيجات مع البيوت الحاكمة الأوربية كلاً من برغونية وإسبانيا وبوهيميا والمجر وغيرها من الأقاليم إلى ميراث مملكتهم. انقسمت المملكة في القرن السادس عشر إلى فرعين هابسبرج إسبانيا الكبير وهابسبرج النمسا الأصغر، سوى هذان الفرعان مطالبهما المتبادلة في معاهدة أونياتي [الإنجليزية].
كما هو الحال في البيوت المالكة فإن النسب يستمر عن طريق خط الذكور وبالتالي عملياً انقرضت فروع آل هابسبرج في القرن 18. انتهى الفرع الإسباني بوفاة تشارلز الثاني في 1700 واستبدل بفرع أنجو من بربون في من خلال ابن أخته الصغير فيليب الخامس. أما الفرع النمساوي فانتهى في 1780 مع وفاة الإمبراطورة ماريا تيريزا وخلفها فرع فاودومونت من أسرة لورين عبر ابنها جوزيف الثاني. أعادت العائلة الجديدة تسمية نفسها باسم آل هابسبرج لورين.

## لمحة تاريخية

راية وشعار الامبراطورية

الفترة من القرن الحادي عشر إلى القرن الثاني عشر فترة انحدار للإمبراطورية والملكية الألمانية إلى أدنى مستوياتها حيث سقطت أسرة هوهنشتاوفن وسادت الفوضى والمنازعات وادعى ريتشارد كورنوال أحقيته في الحكم، لكن بعد وفاته تم انتخاب رودولف هابسبرج ملكا لألمانيا وذلك عام 1273 وكان عمره 55 سنه واعتبرت هذه بداية حقبة سيطرة آل هابسبرج على أوربا.
من الثابت إن آل هابسبرج ينسبون إلى قلعة هابس (Hawk castle) أو قلعة الصقر والتي تقع في سويسرا الألمانية، لكن بعض المؤرخين ذهبوا إلى الاعتقاد بأن سبب التسمية يعود إلى معبر للنهر يقع بالقرب من القلعة. أول ظهور للسلالة في السجلات التاريخية وجد في عام 1108 حيث تم العثور على وثائق تظهر أن قلعة هابسبرج كانت المقر الرئيسي للعائلة والتي يتجمع فيها اللوردات والنبلاء والارستقراطيين للتباحث بالأمور السياسية والاقتصادية والاجتماعية. ولم تتضح أهميتهم إلا عندما منحهم الإمبراطور فريدرش الأول بربروسا (1152-1190) ولاية الالزاس وكونتية زيورخ.
استطاع آل هابسبرج طوال فترة حكمهم الذي استمر من 1246 إلى 1918 من توسيع نطاق نفوذهم من خلال الزيجات المرتبة مسبقا وما يتبعها من استحقاقات امتيازيه.

## ملوك آل هابسبرج
في عام 1273 استطاع الكونت رودلف الأول من آل هابسبرج أن يعتلي عرش ملك الرومان وملك ألمانيا والذي منحه إمبراطور روما المقدسة وتمت تسميته ب رودولف الأول ويصبح بذلك من أكثر الشخصيات التي كان لها دور مهم في نشأة أسرة آل هابسبرج.
من المشاكل التي واجهها رودولف الأول هو عدم مقدرته على إخضاع أوتوكار الثاني ملك بوهيميا الذي ينتمي إلى هوهنشتاوفن إلى سلطته.
تعتبر خطوة رودولف الأول الاتفاق مع البابا غريغوري العاشر في لوزان عام 1275 بمثابة بداية الإصلاح حيث تنازل رودولف عن كل الأملاك الخاضعة له في إيطاليا ونال بذلك رضا البابا ثم قام بتركيز جهوده على الأوضاع الداخلية لإمبراطوريته، فقام باحتلال ستيريا (Styria) وكارينثيا (carinthia) وكارنيولا (Carniola) والتي بمجموعها تمثل دوقية النمسا الداخلية، وأصبحت هذه المقاطعات مصدرا لنفوذ آل هابسبرج.

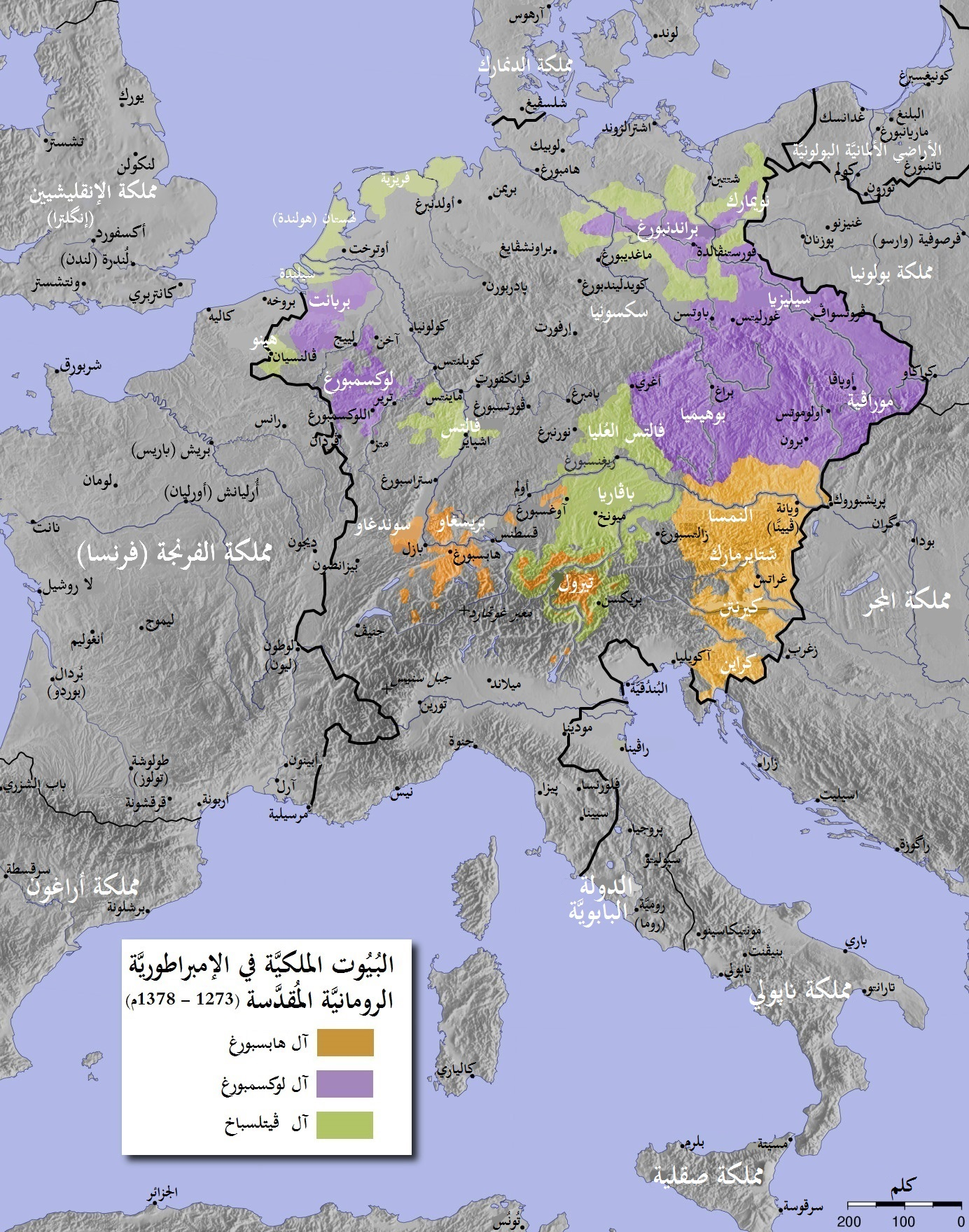
الامبراطورية الرومانية حتى 1378في

 عام 1276 عقد صلح بين الخصمين أوتوكار الثاني ورودولف الأول وأثمر هذا الصلح من تزويج أبنائهم لبعض، لكن هذا الصلح لم يدم طويلا إذ تجددت الحروب بينهم وسقط أوتوكار الثاني قتيلا في المعركة عام 1278.
توفي رودولف الأول سنة 1291 وهو بعمر 73 سنة، وتم اختيار ابنه ألبرت ملكا على النمسا، لكن هذا الأخير واجه الكثير من المشاكل الداخلية التي زعزعت مكانته، لكن تحالفه مع رئيس أساقفة مينز ومع فنتسل الثاني Wenzel II ملك بوهيميا ساعده على استعادة سيادة آل هابسبرج.
كان ألبرت الأول ملك ألمانيا (1298-1308) حاكما كفئا امتاز بالمهارة والمقدرة العسكرية، من علاماته المميزة هو فقدانه لإحدى عينيه مما اكسبه صورة بشعة ومخيفة تبعث الرهبة في قلوب خصومه، تم اغتياله في عام 1308 على يد ابن أخيه، وتولى الحكم من بعده هنري السابع دوق لوكسمبورغ (1308-1314) لكنه توفي بعده بفترة قصيرة واختير فريدرش ابن ألبرت الأول وريث آل هابسبرج وملكا على ألمانيا، لكن فريق آخر من رجالات ووجهاء ألمانيا لم يوافقوا على فريدرش واختاروا لودفيغ الرابع (ابن شقيقة ألبرت) (1314-1347) ملكا لألمانيا، ولم يحسم الأمر إلا بعد انتصار لودفيغ الرابع البافاري على فريدرش وأشقائه عام 1321.
قام لودفيغ الرابع بحمله على إيطاليا سنة 1327 وثبت نفوذه على كل شمال إيطاليا التي كان قد فقدها سلفه رودولف الرابع ثم دخل روما وتم تتويجه إمبراطورا بواسطة اثنين من الأساقفة ولكن بعد ضغوط من الإيطاليين تنحى عن المنصب.
في عام 1323 قام البابا كلمنت الخامس بعزل لودفيغ الرابع إثر خلاف دب بينهم بسبب ما قام به من اسناد الإمبراطورية لنفسه دون موافقة.
بعد وفاة لودفيغ الرابع تم اختيار كارل الرابع ملكا على ألمانيا هو حفيد هنري دوق لوكسمبورغ. ومن أهم الأعمال التي قام بها هو توقيعه على المرسوم الذهبي الذي يحدد الحياة السياسة في ألمانيا واعتبر اختيار الإمبراطور مسألة داخلية خاصة بالأمة الألمانية ولا يحق للبابوية التصويت على النتائج، وكان هذا آخر خيط يربط الإمبراطورية بإدارة البابا، في عام 1438 أصبح الدوق ألبرت الثاني ملكا للرومان وذلك بعد زواجه من ابنة إمبراطور روما المقدسة سيجسموند الاولز
تولى سيجسموند الاول (1437-1368) ابن كارل الرابع الحكم بعد أبيه وعمل على إصلاح أوضاع الكنيسة الكاثوليكية وإزالة الانشقاق الديني. وبوفاة سيجسموند الذي لم تكن له ذرية تولى ألبرت الثاني من بيت آل هابسبرج الإمبراطورية ولكن لسنة واحدة وخلفه فريدرش الثالث (1439-1493).

## أباطرة روما المقدسة
في عام 1440 تم اختيار فريدرش الثالث ليخلف سلفه الملك ألبرت الثاني وذلك من خلال هيئة انتخابية أعضاؤها معينون من قبل الإمبراطورية الرومانية المقدسة وعددهم 7 ناخبين.
وقد شهدت ألمانيا والنمسا محاولات عديدة من ملوك هابسبرج السابقين يطالبون بالعرش الإمبراطوري، وقد تم تحقيق هذا الهدف عندما قام البابا نقولا الخامس بتتويج فريدرش الثالث (والذي كان يعتبره البابا من أبرز الحلفاء السياسيين له) إمبراطور روماني مقدس وذلك في احتفال كبير ومهيب في 19 مارس 1452.
بعد زواج الإمبراطور فريدرش الثالث من إليونور البرتغالية، أمكنه منصبه الجديد وسلطته من بناء شبكة من الارتباطات والعلاقات مع عدد من الملوك والدوق في الغرب والجنوب الشرقي من أوربا، مما أمكنه ذلك من توحيد هذه الممالك والإقطاعيات وضمها تحت لواء الإمبراطورية الرومانية حتى عام 1806.
تميزت شخصية الإمبراطور فريدرش الثالث بالتردد والبطء في اتخاذ القرارات، وقد وصفه البابا بيوس الثاني والذي عمل معه فترة من الزمن بأنه كالذي يود أن يغزو العالم وهو جالس على كرسيه، وقد تم وصفه أيضا من قبل الباحثين والأكاديميين بالشخصية الضعيفة، ويرجح سبب ذلك إلى تواجده على أكثر من جبهة قتالية مما جعله يلجأ إلى التأخير في اتخاذ التكتيكات المناسبة، لكن مما يحسب له هو مقدرته على التروي وحل كثير من المشاكل والحالات الصعبة بالهدوء والصبر، ومن أكثر إنجازاته أهمية هو تغلبه على شارل الجريء في فك الحصار عن مدينة نوس عامي (1474-75) وما تبعه من اتفاقية صلح أثمرت عن زواج ابنه ماكسيمليان من ابنة شارل الجريء ماري الثرية، والتي تعتبر من أهم الزيجات التي استطاع آل هابسبرج من خلالها توسيع نطاق نفوذهم، توفي فريدرش الثالث عام 1493 وأصبح ابنه ماكسيمليان الأول ملك الرومان، لكن في عام 1508 أعلن ماكسيمليان نفسه إمبراطورا لروما المقدسة دون الحصول على تتويج من قبل البابا، خلال حكم ماكسيمليان الأول توسعت الإمبراطورية بشكل مضطرد خاصة عندما تزوج فيليب الوسيم ابنه من خوانا الأولى القشتالية ابنة فرناندو الثاني وإيزابيلا ملوك إسبانيا ورزقا بستة أولاد أكبرهم وأكثرهم أهمية هو كارل الخامس الملقب بشارلكان الذي ورث مملكة قشتالة وأراغون وسائر الأراضي الإسبانية والأراضي المنخفضة والنمسا بالإضافة إلى مقاطعات شاسعة في المستعمرات الأمريكية وذلك من أجداده بعد وفاتهم، وبذلك أصبحت سلالة آل هابسبرج تسيطر على معظم الدول الأوربية واعتبرت القوة العظمى.

## انقسام البيت الهابسبرجى بين هابسبرج النمسا وإسبانيا
انقسمت الأسرة الحاكمة إلى قسمين، قسم رئيسي هو هابسبرج إسبانيا وإمبراطورها شارل الخامس، وقسم فرعي هو هابسبرج النمسا وحاكمها أخوه الإمبراطور فرديناند الأول، هذا الإنقسام لم يضعف من قوة ال هابسبرج بل ساعدت في كثير من الأحيان في الإتحاد في مواجهة الخصوم المشتركة.
بعد وفاة إمبراطور روما المقدسة شارل الخامس عام 1558 أصبح فرديناند الأول إمبراطورا لروما المقدسة على النمسا وبوهيميا والمجر بينما تولى الملك فيليب الثاني ابن شارل الخامس حكم إسبانيا وهو بعمر 29 سنة، كان تقيا عميق الإيمان ولقب بالملك الراهب. استطاع أن يبني عاصمته مدريد لكنه نادرا ما كان يقيم فيها حيث بنى لنفسه قصر كبير على سلسلة جبال وادي الرملة واتخذه ديرا لقراءة الصلوات وتحضير القداسات الرهبانية. قام فيليب الثاني خلال فترة حكمه بإجلاء عدد كبير من العرب الذين اعتنقوا المسيحية خارج إسبانيا وكان يعتقد أنهم لم يكونوا كاثوليك حقيقيين. ثم تولى ماكسيمليان الثاني الإمبراطورية الرومانية المقدسة بعد وفاة أبيه فرديناند الأول.
استمر آل هابسبرج سيطرتهم على الإمبراطورية الرومانية المقدسة وصولا إلى آخر إمبراطور من الفرع الإسباني تشارلز الثاني الذي توفى عام 1700 دون أن يكون له أي وريث. أما آخر إمبراطور من الفرع النمساوي من آل هابسبرج فهو إمبراطور روما المقدسة تشارلز السادس الذي توفي عام 1740.

## انتهاء عهد سلالة آل هابسبرج النمسا

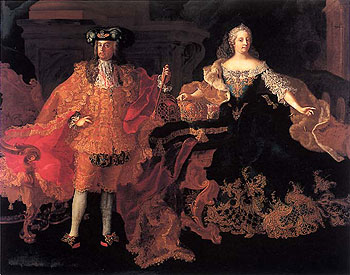
ماريا تيريزا وفرانسيس ستيفان

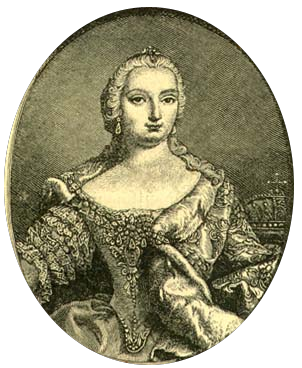
ماريا تيريزا

يرجح الباحثون والمؤرخون سبب انتهاء وزوال سلالة آل هابسبرج إلى العوامل الجينية الوراثية التي كانت تنتقل بين أبناء العم أو بنات الأخت كما حصل مع تشارلز الثاني ملك إسبانيا (1661-1700) حيث كان يعانى من اضطرابات وراثية في جيناته مما تسبب في انقطاع نسله ونهاية سلالته، وبالمثل شارفت سلالة آل هابسبرج النمسا على الانتهاء بوفاة آخر إمبراطور لها وهو تشارلز السادس عام 1740 الذي لم يرزق بأبناء ذكور ماعدا ابنته الوحيدة ماريا تيريزا، وقد اصدر مرسوما يقضى بان ترث ابنته كل أراضيه وممتلكاته قبل وفاته، وأصبحت حينها ماريا تيريزا إمبراطورة لروما المقدسة وملكة المجر وكرواتيا.
تزوجت ماريا تيريزا من فرانسيس ستيفان الذي أصبح لاحقا فرانسيس الاول عام 1745 الذي أصبح إمبراطورا لروما المقدسة، ورزقت منه 16 ولدا وبنت وأشهرهم الملكة مارى أنطوانيت التي تم إعدامها مع زوجها لويس السادس عشر أثناء أحداث الثورة الفرنسية عام 1789. توفي فرانسيس الاول عام 1765 وأصبح ابنه الأكبر جوزيف الثاني إمبراطورا لروما المقدسة وتم دمج أسرتي لورين وهابسبرج في أسرة هابسبرج-لورين

## الأدوار الرئيسية
أهم أدوار العائلة كانت:
- ملك الرومان.
- إمبراطور روماني مقدس.
- حكام النمسا (دوق 1282-1453 وأرشيدوق).
- ملوك بوهيميا (1306-1307، 1437-1439، 1453-1457، 1526-1918).
- ملوك هنغاريا وكرواتيا (1437-1439، 1445-1457، 1526-1918).
- ملوك إسبانيا (1516-1700).
- ملوك البرتغال (1580-1640).
- ملوك غاليسيا ولودوميريا (1772-1918).
- أمير ترانسيلفانيا الأكبر (1690-1867).

كما حكموا العروش التالية مؤقتاً:
- ملك إنكلترا وإيرلندا (1554-1558).
- ملك لومباردي والبندقية (1815-1866).
- إمبراطور المكسيك (1864-1867).

كما حصلوا على العديد من الألقاب الملحقة بالمناصب السابقة.

## الخط الرئيسي
قبل ارتقاء رودولف الأول إلى منصب ملك ألمانيا، كانت هابسبرج مكونه من كونتات (جمع كونت) متعددة ومتفرقة، حيث أصبحت اليوم تسمى سويسرا وجنوب غربي ألمانيا.

### الأسلاف
- غونترام الغني (930 – 985) والد:
- لانتسيلن من آلتنبورغ (991).

### كونتات هابسبرج
- رادبوت من كليتغاو: هو من بنا قلعة هابسبرج (985 – 1035) والد:
- فيرنر الأول: كونت هابسبرج (1025- 1030) والد:
- أوتو الثاني: من هابسبرج، أول من أضاف لقب هابسبرج (1111) والد:
- فيرنر الثاني: من هابسبرج (1135 – 1167) والد:
- ألبرخت الثالث: من هابسبرج، توفي 1199, توسع أملاكه في عهده لتصل إلى سويسرا وألمانيا. والد:
- رودولف الثاني: من هابسبرج (1160 – 1232) والد:
- ألبرخت الرابع: من هابسبرج، توفي 1240، والد رودولف الرابع.

### دوق النمسا
في أواخر القرون الوسطى عندما توسعت مقاطعات وأراضى آل هابسبرج في الجهة الشرقية من أوربا كانت السلطة بيد دوق النمسا حيث كانت تحت سيطرته كل من النمسا السفلى والشطر الغربي من النمسا العليا مع النمسا الداخلية التي كانت تحتوي على ستيريا، كارينثيا وكارنيولا بالإضافة إلى تيرول، لكن بعض الإقطاعيات التابعة لهم مثل جنوب الراين وبحيرة كونستانس تم الاستيلاء عليها من قبل جيش الاتحاد السويسري.
- رودولف الثاني: دوق النمسا وستيريا مشاركة مع أخيه (1282 – 1283)، لكن لاحقا تم اغتيال أخيه.
- ألبرشت الأول ابن رودولف الأول: دوق من (1282 – 1308)إمبراطور روماني مقدس.
- رودولف الثالث: الابن الأكبر لألبرشت الأول، دوق النمسا وستيريا (1293 – 1307).
- فريدريش الوسيم: شقيق رودولف الثالث دوق النمسا وستيريا (1308 – 1330).
- ليوبولد الأول: شقيق فريدريش الوسيم وشتايرمارك (1308 – 1326).
- ألبرشت الثاني: شقيق ليوبولد الأول دوق النمسا الأقصى (1326 – 1358)؛ دوق النمسا وستيريا (1330 – 1358)، دوق كارينثيا بعد 1335.
- أوتو البشوش: شقيق ألبرت الثاني دوق النمسا وستيريا (1330 – 1339)؛ دوق كارينثيا بعد 1335.
- رودولف الرابع: الابن الأكبر لألبرشت الثاني، دوق النمسا وستيريا (1358 – 1365)؛ دوق تيرول بعد 1335.

بعد وفاة رودولف الرابع، تولى سلطة مقاطعات هابسبرج الدوق ألبرت الثالث مع أخوه الدوق ليوبولد الثالث من 1365 إلى 1379، لكن لاحقا تقسمت هذه المقاطعات بين الأخوين بموجب معاهدة نيوبرغ، حيث احتفظ ألبرت بدوقية النمسا، واحتفظ ليوبولد بستيريا، كارنيولا، كارينثيا وتيرول والنمسا الأقصى.

### خط الالبرتيين: دوقالنمسا
- ألبرشت الثالث: دوق النمسا إلى 1395
- ألبرشت الرابع: دوق النمسا من 1395 إلى 1404
- ألبرشت الخامس: دوق النمسا من 1404 إلى 1439، إمبراطور روماني مقدس من 1438 إلى 1439 ولقب بـ ألبرت الثاني.
- لاديسلاوس اليتيم ابن ألبرشت الخامس، دوق النمسا من 1440 إلى 1457.

### خط الليوبولديين: دوقستيريا،كارينثيا،كارنيولاوتيرول
- ليوبولد الثالث: دوق ستيريا، كارينثيا وتيرول والنمسا لاحقا حتى عام 1386 حين قتل في معركة سيمباخ.
- فيلهلم ابن ليوبولد الثالث: من 1386 إلى 1406؛ دوق النمسا الداخلية (كارينثيا وستيريا)؛ والنمسا الأقصى.
- ليوبولد الرابع ابن ليوبولد الثالث؛ أصبح الوصي على النمسا الأقصى عام 1391؛ دوق تيرول من 1395 إلى 1402، بعد 1404 دوق النمسا، من 1406 إلى 1411 دوق النمسا الداخلية.

### ليوبولديين-النمسا الداخليةالخط الفرعي
- ارنست الحديدي: دوق النمسا الداخلية من 1406 إلى 1424, ومن 1411 مشاركة مع أخيه ليوبولد الرابع.
- فريدرش الخامس ابن إرنست الحديدي حيت أصبح عام 1440 يسمى ب فريدريش الثالث إمبراطور روماني مقدس وكان قبل ذلك دوق النمسا الداخلية.
- ألبرشت السادس شقيق فريدرش الثالث، وصى على النمسا الأقصى من 1446 إلى 1463، ودوق النمسا من 1458 إلى 1463.

### ليوبولد-تيرول- الخط الفرعي
- فريدريش الرابع: ذو الجيوب الخاوية، شقيق إرنست الحديدي، من 1402 إلى 1439 دوق تيرول والنمسا الأقصى.
- سيغيسموند: من 1439 إلى 1446 تحت رعاية فريدرش الخامس، ثم أصبح دوق تيرول والنمسا الأقصى.

### إعادة اتحاد الأملاك الهابسبرجية
لم يرزق سيغيسموند بأولاد، لذلك قام بتبني ماكسيمليان الأول ابن فريدرش الثالث.
تحت حكم ماكسيمليان تم اتحاد جميع أملاك ومقاطعات هابسبرج تحت حكم إمبراطور واحد.

### ملوك الرومانوالإمبراطورية الرومانية المقدسةقبل اتحاد أملاك هابسبرج
- رودولف الأول: إمبراطور من 1273 إلى 1291 لم يتم تتويجه
- ألبرشت الأول: إمبراطور من 1298 إلى 1308 لم يتم تتويجه
- ألبرشت الثاني: إمبراطور من 1438 إلى 1439 لم يتم تتويجه
- فريدريش الثالث: إمبراطور من 1440 إلى 1493

### ملوك المجرقبل إعادة اتحاد هابسبرج
- ألبرت ملك المجر من 1437 إلى 1439
- لاديسلاوس اليتيم: ملك المجر 1444 - 1457.

### أباطرة روما المقدسة، ارشيدوقالنمسا
- ماكسيمليان الاول: من 1508 إلى 1519.
- شارلكان من 1519 إلى 1556.

### هابسبرج إسبانيا: ملوكإسبانيا، ملوكالبرتغال(1580-1640)

شعار النبالة لملوك آل هابسبرج إسبانيا (نسخة 1581–1621) يظهر ملوك البرتغال بالدرع. وقد نالت البرتغال استقلالها في 1640، وقد أزاحتها اسبانيا من الشعار سنة 1668 بعد اقرارها بالإستقلال.

كانت مملكة إسبانيا هابسبرج أكثر من اتحاد شخصي لممتلكات ملك أو حاكم آل هابسبرج، وهو ملك قشتالة وليون وأراغون وفالنسيا والبرتغال بعض الوقت ونابولي وصقلية ودوق ميلانو ولورد الأمريكتين وكذلك دوق برابانت وكونت فلاندرز وهولندا ودوق لوكسمبورغ (أي جميع الأراضي المنخفضة الهابسبورجية). ويظهر الحاكم (رأس هابسبرج الإسبانية أي الملك) أعداد كثيرة من ممتلكاته على الشعار. وهناك اختلافات عديدة في شعارات هابسبرج وشعار ملك إسبانيا وشعار إسبانيا وشعار أمير أستورياس وشعار ملوك إسبانيا في إيطاليا. وأبقى هابسبرج الإسبان أيضا تقاليد البلاط البورغوندي للحاكم الذي يعرف ب «لقب» (على سبيل المثال الأصلع - الحكيم - المتفون). وعرفوا في إسبانيا باسم "مواطني النمسا" أما أبناؤهم غير الشرعيين فعرفوا باسم «النمساوي» (بالإسبانية: de Austria) (انظر دون خوان النمساوي ودون خوان خوسيه النمساوي).
- فيليب الأول ملك قشتالة: الابن الثاني لماكسيمليان الاول، مؤسس هابسبرج إسبانيا عام 1496 بزواجه من خوانا الأولى القشتالية ابنة فرناندو الثاني والملكة إيزابيلا الأولى ملوك إسبانيا. توفي فيليب الأول عام 1506 وورث عرش قشتالة وأراغون ابنه شارلكان.
- كارلوس الأول: من 1516 إلى 1556 لقب لاحقا بكارلوس الخامس أو شارلكان إمبراطور روماني مقدس.
- فيليب الثاني: من 1556 إلى 1598، لقب بفيليب الأول على البرتغال من 1580 إلى 1598، وفيليب الأول على إنجلترا مع زوجته مارى الأولى الإنجليزية من 1554 إلى 1558.
- فيليب الثالث: ولقب بفيليب الثاني على البرتغال 1598 إلى 1621.
- فيليب الرابع: من 1621 إلى 1665، لقب بفيليب الثالث على البرتغال من 1621 إلى 1640.
- كارلوس الثاني: من 1665 إلى 1700. بوفاته اندلعت حرب الخلافة الإسبانية.

### هابسبرج النمسا: أباطرة الرومان المقدس، وإرشيدوق النمسا
- فرديناند الأول: إمبراطور 1556 إلى 1564.
- ماكسيمليان الثاني: إمبراطور من 1564 إلى 1576.
- رودولف الثاني: إمبراطور من 1576 إلى 1612.
- ماثياس: إمبراطور من 1612 إلى 1619.
- فرديناند الثاني: إمبراطور من 1619 إلى 1637.
- فرديناند الثالث: إمبراطور من 1637 إلى 1657.
- ليوبولد الأول: إمبراطور من 1658 إلى 1705.
- يوزف الأول: إمبراطور من 1705 إلى 1711.
- كارل السادس: إمبراطور من 1711 إلى 1740.
- ماريا تيريزا من النمسا: وريثة هابسبرج وزوجة إمبراطور روماني مقدس فرانتس الأول ستيفان، حكمت ماريا كأرشيدوقة النمسا وملكة المجر وبوهيميا من 1740 إلى 1780.

### بيت هابسبرج-لورين، الخط الرئيسي: أباطرة الرومان المقدس، إرشيدوق النمسا
- فرانتس الأول ستيفان: إمبراطور من 1745 إلى 1765.
- يوزف الثاني: إمبراطور من 1765 إلى 1790.
- ليوبولد الثاني: إمبراطور من 1790 إلى 1792.
- فرانتس الثاني: إمبراطور من 1792 إلى 1806.

### هابسبرج-لورين، الخط الرئيسي،أباطرة النمسا
- فرانتس الأول: إمبراطور النمسا من 1804 إلى 1835.
- فرديناند الاول: إمبراطور النمسا من 1835 إلى 1848.
- فرانتس يوزف الأول: إمبراطور النمسا من 1848 إلى 1919.
- كارل الأول: إمبراطور النمسا من 1916 إلى 1918، توفي في المنفى عام 1922.

## ملوكالمجر
أحتفظت أسرة هابسبرج بالملكية على المجر لعدة قرون، لكن هذه الملكية لم تكن موروثة بالكامل.أدنا عرض لملوك المجر منفصلين عن بقية الملوك.

### خط الالبرتيين: ملوكالمجر
- ألبرشت ملك المجر من 1437 إلى 1439.
- لاديسلاوس اليتيم ملك المجر من 1444 إلى 1457.

### هابسبرج النمسا: ملوكالمجر
- فرديناند الأول: ملك المجر من 1526 إلى 1564.
- ماكسيمليان الاول: ملك المجر من 1563 إلى 1576.
- رودولف الأول: ملك المجر من 1572 إلى 1608.
- ماتياس الثاني: ملك المجر من 1608 إلى 1619.
- فرديناند الثاني: ملك المجر من 1618 إلى 1637.
- فرديناند الثالث: ملك المجر من 1625 إلى 1657.
- فرديناند الرابع: ملك المجر من 1647 إلى 1654.
- ليبوت الأول: ملك المجر من 1655 إلى 1705.
- جوزيف الأول: ملك المجر من 1687 إلى 1711.
- كارولي الثالث: ملك المجر من 1711 إلى 1740

### آل هابسبرج-لورين: الخط الرئيسي،ملوك المجر
- ماريا تيريزا: ملكة المجر من 1741 إلى 1780.
- جوزيف الثاني: ملك المجر من 1780 إلى 1790.
- ليبوت الثاني: ملك المجر من 1790 إلى 1792.
- فيرينتس الأول: ملك المجر من 1792 إلى 1835.
- فرديناند الخامس: ملك المجر من 1835 إلى 1848.
- فيرينتس يوزيف الأول: ملك المجر من 1867 إلى 1919.
- كارل الأول: ملك المجر من 1916 إلى 1918.

## ملوكبوهيميا
ملكية بوهيميا بدأت من عام 1306 حيث كان منصب الملك يتم تعيينه بواسطة الانتخاب من قبل النبلاء، وهذا المنصب لم يكن بالتوارث ال فيما بعد.

### الخط الرئيسي
- رودولف الأول: ملك بوهيميا من 1306 إلى 1307.

### خط الالبرتيين: ملوكبوهيميا
- البرت: ملك بوهيميا من 1437 إلى 1439.
- لاديسلاوس بوسثوموس: ملك بوهيميا من 1453 إلى 1457.

### هابسبرج النمسا: ملوكبوهيميا

شعار هابسبرج-لورين

- فرديناند الأول: ملك بوهيميا من 1526 إلى 1564.
- ماكسيمليان الاول: ملك بوهيميا من 1563 إلى 1576.
- رودولف الثاني: ملك بوهيميا من 1572-1611
- ماثايوس: ملك بوهيميا من 1611- 1618.
- فرديناند الثاني: ملك بوهيميا من 1621- 1637.
- فرديناند الثالث: ملك بوهيميا من 1625 – 1657.
- فرديناند الرابع: ملك بوهيميا من 1647 – 1654.
- ليوبولد الأول: : ملك بوهيميا من 1655 – 1705.
- جوزيف الأول: ملك بوهيميا من 1687 – 1711.
- شارل السادس: ملك بوهيميا من 1711- 1740.
- ماريا تيريزا: ملك بوهيميا من1743 – 1780.

### آل هابسبرج – لورين: الخط الرئيسي: ملوكبوهيميا
- جوزيف الثاني: ملك بوهيميا من 1780 إلى 1790.
- ليوبولد الثاني: ملك بوهيميا من 1790 إلى 1792.
- فرانسيس الثاني: ملك بوهيميا من 1792 إلى 1835.
- فرديناند الأول أو فرديناند الخامس: ملك بوهيميا من 1835 إلى 1848.
- فرانز جوزيف الأول: ملك بوهيميا من 1848 إلى 1916.
- شارل الأول: ملك بوهيميا من 1916 إلى 1918.

## معرض صور

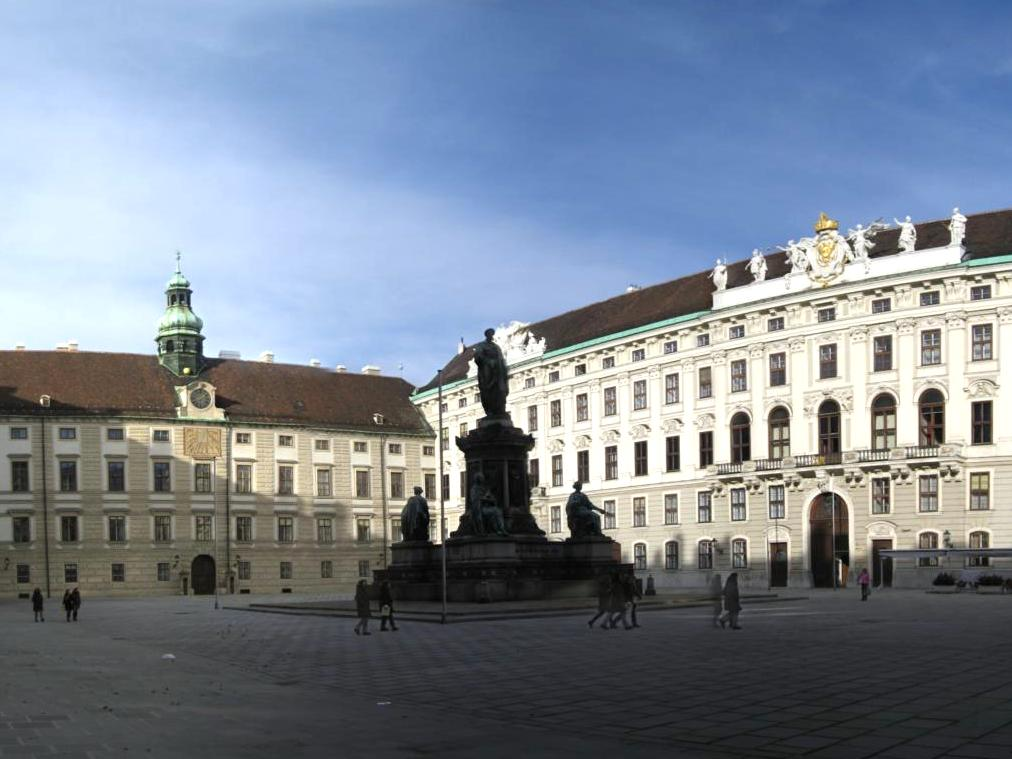
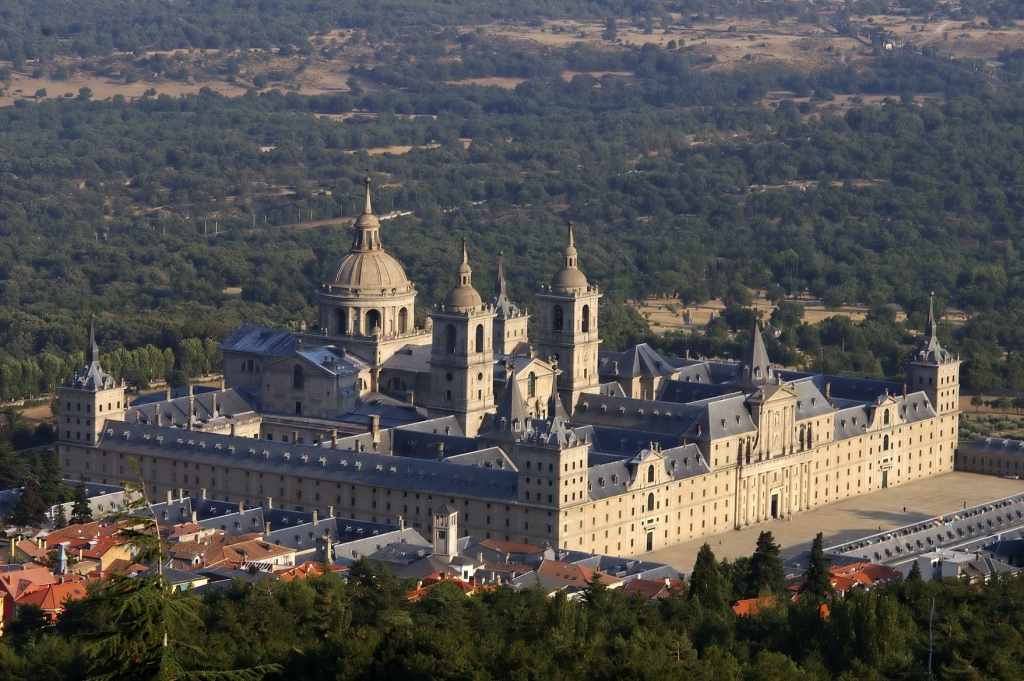
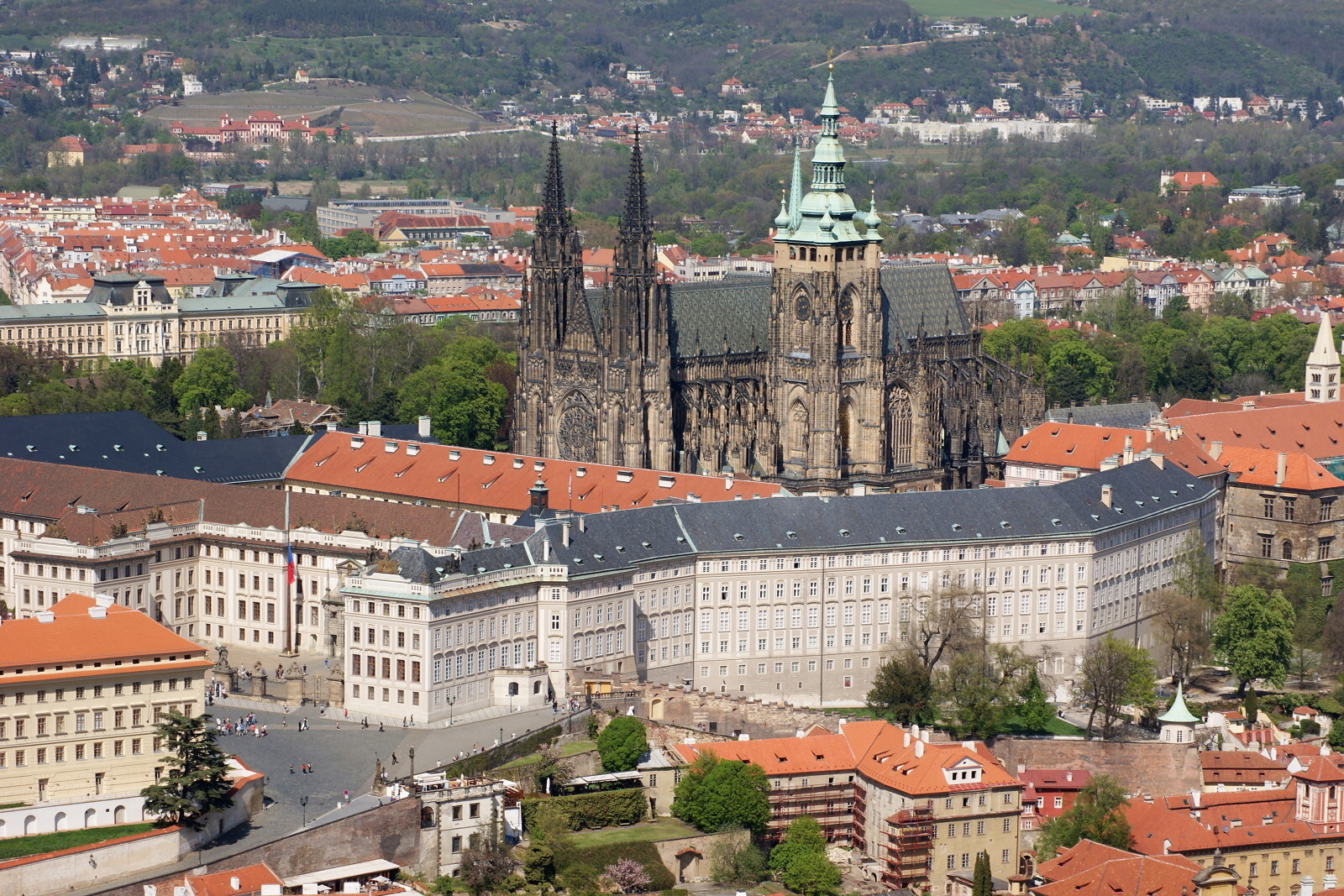
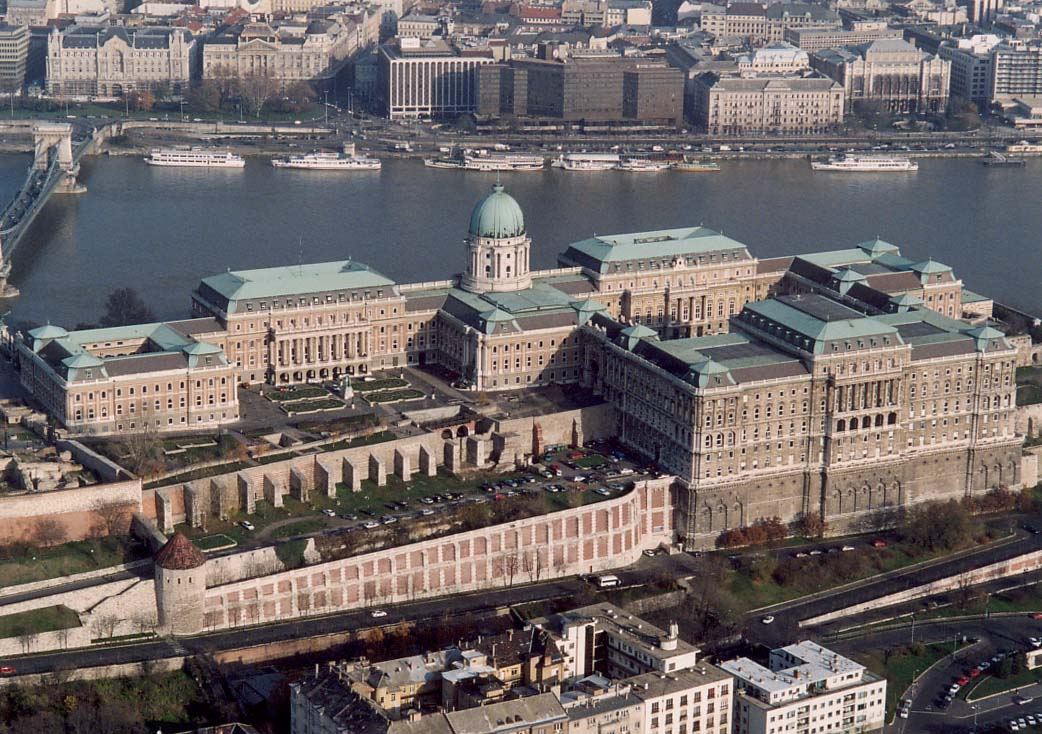
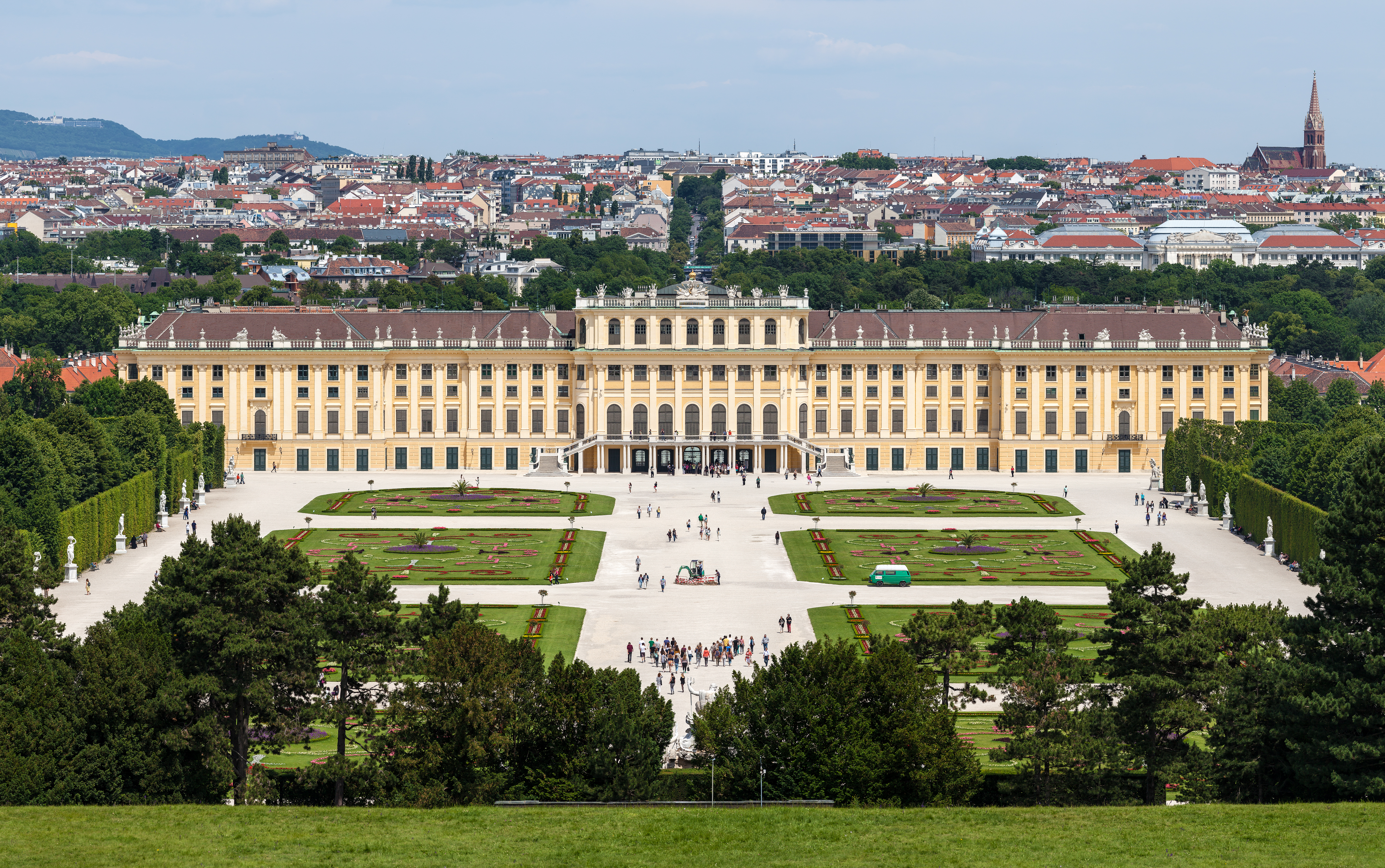